# Эобаз
Эобаз (др.-греч. Οἰόβαζος) — персидский военачальник, погибший в 478 году до н. э.

Как считает исследователь К. А. Анисимов, Эобаз был персидским правителем Кардии. По свидетельству Геродота, вскоре после победы греков над персами в битве при Микале, произошедшей 27 августа 479 года до н. э., афиняне под предводительством Ксантиппа решили захватить эолийский город Сест, являвшийся самым удобным местом для переправы из Азии в Европу. Сест был сильнейшей крепостью на Геллеспонте, поэтому сюда прибыли персы из других окрестных городов. Эобаз доставил из Кардии в Сест канаты от мостов. Осада затянулась до зимы, и среди осаждённых начался голод. Персы во главе с начальником крепости Артаиктом и Эобазом тайно ночью покинули город в надежде присоединиться к армии Артабаза, после чего горожане открыли афинянам ворота. Многие бежавшие персы, в том числе Эобаз, были взяты в плен фракийцами из племени апсинтиев. Эобаз был принесен в жертву фракийскому богу Плистору.